# フリースペース
フリースペース（英語：freespace）とは、直訳すると「目的にとらわれない自由な空間」という意味である。本項目では主に日本国内の事例を紹介する。
物理学では「自由空間、コンピュ、空き領域」を指すほか、住宅内の使用目的を限定しない多目的室を指すこともある。また公共機関や公共交通機関に設置された車椅子スペースを「フリースペース」と呼ぶこともある。
様々な人々に対して「自由に開かれた場所」を指すこともある（後述）。例えばコワーキングスペースのように多様な用途で様々な人々に使われるオープンな交流スペース（コワーキングスペースとして）の中にフリースペースが設置されることがある。
一方で何か背景を抱えた人々に着目して、その人々が集まる用途で使用される居場所やコミュニティースペース（居場所・コミュニティスペースとして）のことを指すこともある。
もっとも、両者の間には明確な差は存在しない。語義は横断的に使われることもある。

## コワーキングスペースとして
以下はコワーキングスペースの中にフリースペースが設置されたと報じられた一例である。
- 「ムカバランタ」 - 長崎県長与町岡郷の「長崎温泉 喜道庵」の敷地内に併設されたコワーキングスペースの中にフリースペースが設置されたと長崎経済新聞が報じた[3]。
- 「Study Step（スタディーステップ）」 - 新潟県長岡市が、市の施設の中に学生や働く人々に対する勉強スペースやリモートワーク、休憩スペースなど、さまざまな用途で利用できる一人用テーブル席を設置した[4]。

## 居場所・コミュニティスペースとして
以下は背景を抱えた人々に着目して、その用途で使用される居場所やコミュニティースペースの一例である。
- 「アリスの広場」 - NPO法人「ぐんま若者応援ネット アリスの広場」が運営する群馬県前橋市のオリオン通りに所在するフリースペース。不登校やひきこもりの10代から30代までの若者たちが集まったり、悩み相談を行う[5][6]。

- 「フリースペース なずな」 - 長崎県佐々町の町総合福祉センター2階で町内の民生委員・児童委員らが運営している。町内在住のひきこもりや不登校などの一時的に社会と関わることが難しくなっている当事者や家族に居場所を提供することを行う[7]。

- 「HATCH（ハッチ）いわぬま」 - 宮城県岩沼市に所在。市役所の社会福祉課がNPO法人「アスイク」に委託して、不登校やひきこもりの当事者及びその家族を対象としたフリースペース事業を行う[8]。

- 「smiles（スマイルズ）」 - 北海道千歳市にて、ひとり親家庭を支援する市民団体「フードバンク千歳すまいるはーと」と障害者就労継続支援事業所「晴レルモキッチン」が共同で運営している。小学生から高校生くらいを対象としたフードバンク、子ども食堂、フリースペースと居場所の運営、悩み相談の実施等を行う[9]。

- 「ひきこもりUX女子会」 - 一般社団法人「ひきこもりUX会議」が主催。女性や女性を自認する性的少数者を対象にした「女子会」を女性のひきこもり当事者主体の運営で行う。開催地の行政機関からの支援も受けて開催されている[10]。

- 『ひきこもりフューチャーセッション「庵 -IORI-」』 - 「ひきこもりが問題ではない社会」を目指して、ひきこもり当事者主体の運営で当事者及び周囲の人々が自由に話し合う場を目指している。東京都内で開催され、池上正樹らが主催している[11][12]。

## 関係項目
- フリースクール
  - フリースクール運動
- セルフヘルプ
  - ピアサポート
  - 自助グループ
  - 共助
- ひきこもり
  - ひきこもり当事者の社会運動
- 当事者団体
- ヤングケアラー
- 労働問題
- 精神疾患